# Japansk fetblad
Japansk fetblad (Phedimus ellacombianus) är en fetbladsväxtart som först beskrevs av Praeger, och fick sitt nu gällande namn av H. 't Hart. Enligt Catalogue of Life ingår Japansk fetblad i släktet fetblad och familjen fetbladsväxter, men enligt Dyntaxa är tillhörigheten istället släktet fetblad och familjen fetbladsväxter. Arten förekommer tillfälligt i Sverige, men reproducerar sig inte. Inga underarter finns listade i Catalogue of Life.